# Оконто-Фоллс (містечко, Вісконсин)
Оконто-Фоллс (англ. Oconto Falls) — місто (англ. town) в США, в окрузі Оконто штату Вісконсин. Населення — 1259 осіб (2020).

## Демографія
Згідно з переписом 2010 року, у місті мешкало 1265 осіб у 499 домогосподарствах у складі 381 родини. Було 562 помешкання
Расовий склад населення:
| - 97,3 % — білих - 0,6 % — чорних або афроамериканців - 0,3 % — азіатів - 0,2 % — корінних американців |

До двох чи більше рас належало 0,7 %. Частка іспаномовних становила 1,9 % від усіх жителів.
За віковим діапазоном населення розподілялося таким чином: 22,1 % — особи молодші 18 років, 61,7 % — особи у віці 18—64 років, 16,2 % — особи у віці 65 років та старші. Медіана віку мешканця становила 43,8 року. На 100 осіб жіночої статі у місті припадало 106,7 чоловіків;  на 100 жінок у віці від 18 років та старших — 101,8 чоловіків також старших 18 років.
Середній дохід на одне домашнє господарство  становив 82 874 долари США (медіана — 69 500), а середній дохід на одну сім'ю — 90 511 долар (медіана — 75 893). Медіана доходів становила 51 154 долари для чоловіків та 36 250 доларів для жінок. За межею бідності перебувало 6,2 % осіб, у тому числі 6,4 % дітей у віці до 18 років та 2,6 % осіб у віці 65 років та старших.
Цивільне працевлаштоване населення становило 751 особа. Основні галузі зайнятості: виробництво — 22,6 %, освіта, охорона здоров'я та соціальна допомога — 21,6 %, роздрібна торгівля — 15,0 %.